# Porcellana
Genre
Synonymes
- Enostea Gistel, 1848[2]
- Percellana[2]
- Platycheles Billberg, 1820[2]

Porcellana est un genre de crabes de la famille des Porcellanidae. Ses espèces sont souvent appelées « crabes porcelaine ».

## Liste des espèces
Selon World Register of Marine Species (29 décembre 2018) :
- Porcellana africana Chace, 1956
- Porcellana cancrisocialis Glassell, 1936
- Porcellana caparti Chace, 1956
- Porcellana corbicola Haig, 1960
- Porcellana curvifrons Yang & Sun, 1990
- Porcellana elegans Chace, 1956
- Porcellana foresti Chace, 1956
- Porcellana habei Miyake, 1961
- Porcellana hancocki Glassell, 1938
- Porcellana lillyae Lemaitre & Campos, 2000
- Porcellana mattosi Osorio, 1887
- Porcellana paguriconviva Glassell, 1936
- Porcellana persica Haig, 1966
- Porcellana platycheles (Pennant, 1777)
- Porcellana pulchra Stimpson, 1858
- Porcellana sayana (Leach, 1820)

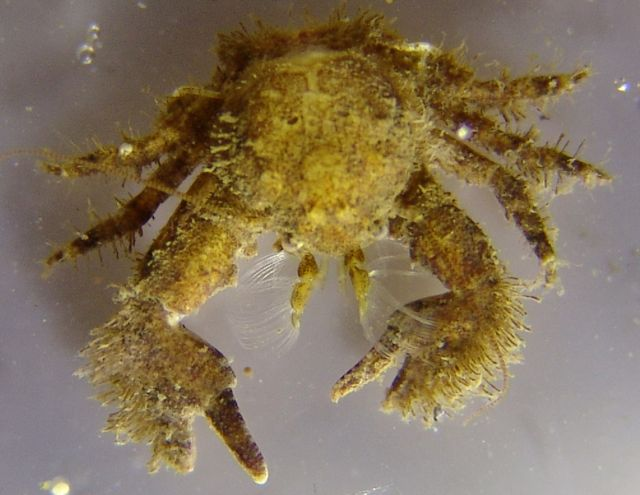
Porcellana platycheles
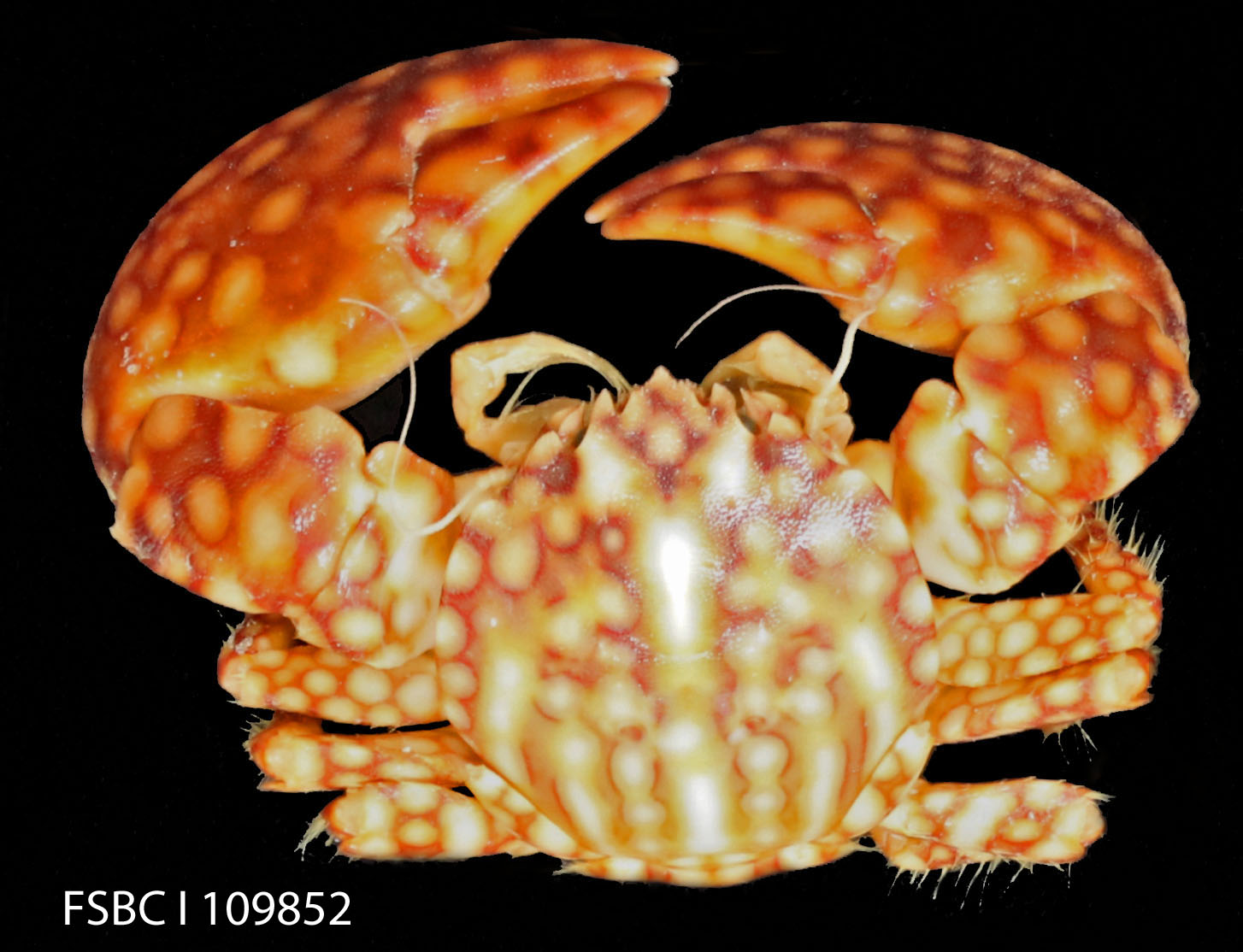
Porcellana sayana
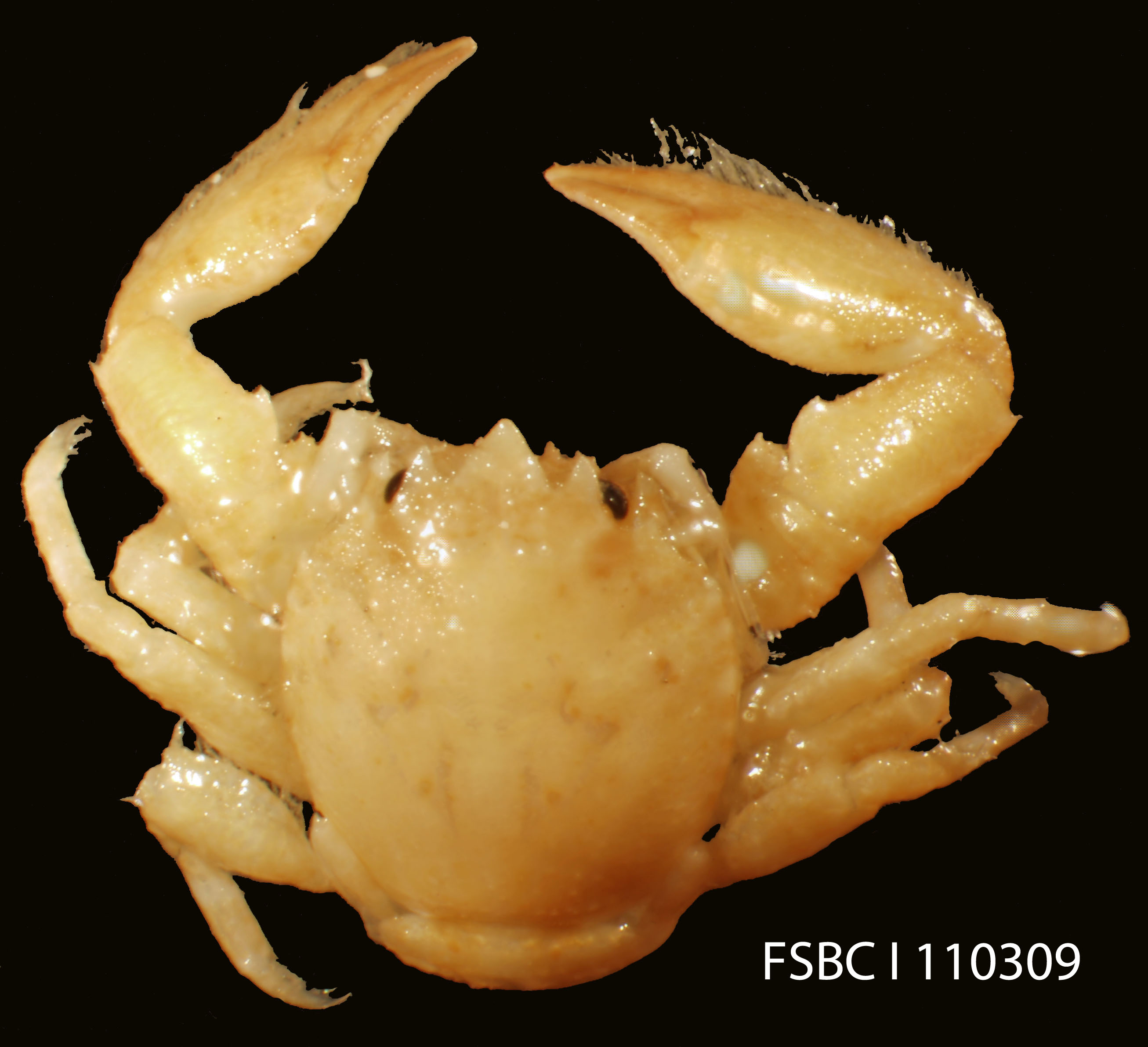
Porcellana sigsbeiana